# Thorvald Strömberg
Lennart Thorvald Strömberg (Kirkkonummi, 17 de marzo de 1931-Tammisaari, 9 de diciembre de 2010) fue un deportista finlandés que compitió en piragüismo en la modalidad de aguas tranquilas.
Participó en dos Juegos Olímpicos de Verano en los años 1952 y 1956, obteniendo una medalla de oro y una de plata en la edición de Helsinki 1952. Ganó tres medallas en el Campeonato Mundial de Piragüismo en los años 1950 y 1958.

## Palmarés internacional
| Juegos Olímpicos   | Juegos Olímpicos       | Juegos Olímpicos | Juegos Olímpicos |
| Año                | Lugar                  | Medalla          | Evento           |
| ------------------ | ---------------------- | ---------------- | ---------------- |
| 1952               | Helsinki (Finlandia)   | Medalla de plata | K1 1000 m        |
| 1952               | Helsinki (Finlandia)   | Medalla de oro   | K1 10 000 m      |
| Campeonato Mundial |                        |                  |                  |
| Año                | Lugar                  | Medalla          | Evento           |
| 1950               | Copenhague (Dinamarca) | Medalla de plata | K1 1000 m        |
| 1950               | Copenhague (Dinamarca) | Medalla de oro   | K1 10 000 m      |
| 1958               | Praga (Checoslovaquia) | Medalla de oro   | K1 10 000 m      |